# Sport Club Internacional (São Paulo)

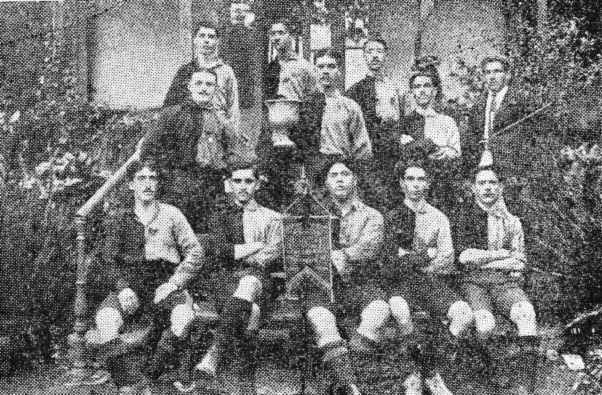
El Internacional de 1900.

El Sport Club Internacional fue un equipo de fútbol de Brasil que jugó en el Campeonato Paulista, la primera división del estado de Sao Paulo.

## Historia
Fue fundado el 19 de agosto de 1899 en el municipio de Sao Paulo del estado de Sao Paulo por un grupo de 25 personas de diferentes nacionalidades liderados por Antonio Campos con la idea de crear un club de fútbol y el nombre del club fue por la diversidad internacional que había entre los participantes, aunque los procedentes de Alemania abandonaron la reunión por no aprobarse el nombre Germania para el club. Fue el tercer equipo de fútbol más viejo del estado de Sao Paulo.
Fue uno de los equipos fundadores de la Liga Paulista de Fútbol y también fue uno de los equipos que participaron en la primera edición del Campeonato Paulista en 1902, donde terminaron en último lugar entre seis equipos. En 1906 termina como subcampeón estatal, y en 1907 gana su primer título del Campeonato Paulista, el cual se jugaba bajo el sistema de liga.
Tras varias temporadas en la oscuridad el club vuelve a ser campeón estatal en 1928 como el mejor equipo de la clasificación entre 12 equipos. En 1929 no pudo retener el campeonato estatal y terminó detrás del Paulistano.
En 1933 el club desaparece luego de fusionarse con el Antartica Futebol Clube para formar al Clube Atlético Paulista. El club disputó 370 partidos del Campeonato Paulista entre 1902 y 1932, la última temporada del club antes de su desaparición.

## Palmarés
- Campeonato Paulista: 2

1907, 1928